# Causey
Causey – wieś w Stanach Zjednoczonych, w stanie Nowy Meksyk, w hrabstwie Roosevelt.